# 1997년 1월
| 1997년: 1월 · 2월 · 3월 · 4월 · 5월 · 6월 · 7월 · 8월 · 9월 · 10월 · 11월 · 12월 |

| <          | 1997년 1월 | 1997년 1월 | 1997년 1월   | 1997년 1월  | 1997년 1월 | >          |
| 일         | 월         | 화         | 수           | 목          | 금         | 토         |
|            |            |            | 1 11.22 계묘 | 2 23 갑진   | 3 24 을사  | 4 25 병오  |
| 5 26 정미  | 6 27 무신  | 7 28 기유  | 8 29 경술    | 9 12.1 신해 | 10 2 임자  | 11 3 계축  |
| 12 4 갑인  | 13 5 을묘  | 14 6 병진  | 15 7 정사    | 16 8 무오   | 17 9 기미  | 18 10 경신 |
| 19 11 신유 | 20 12 임술 | 21 13 계해 | 22 14 갑자   | 23 15 을축  | 24 16 병인 | 25 17 정묘 |
| 26 18 무진 | 27 19 기사 | 28 20 경오 | 29 21 신미   | 30 22 임신  | 31 23 계유 |            |

| 편집하기 |